# Cosmoscarta flora
Cosmoscarta flora är en insektsart som beskrevs av William Lucas Distant 1908. Cosmoscarta flora ingår i släktet Cosmoscarta och familjen spottstritar. Inga underarter finns listade i Catalogue of Life.